# Рот (Альтенкірхен)
Рот (нім. Roth) — громада в Німеччині, розташована в землі Рейнланд-Пфальц. Входить до складу району Альтенкірхен. Складова частина об'єднання громад Гамм (Зіг).
Площа — 3,80 км2. Населення становить 1518 ос. (станом на 31 грудня 2020).